# 후쿠슈엔

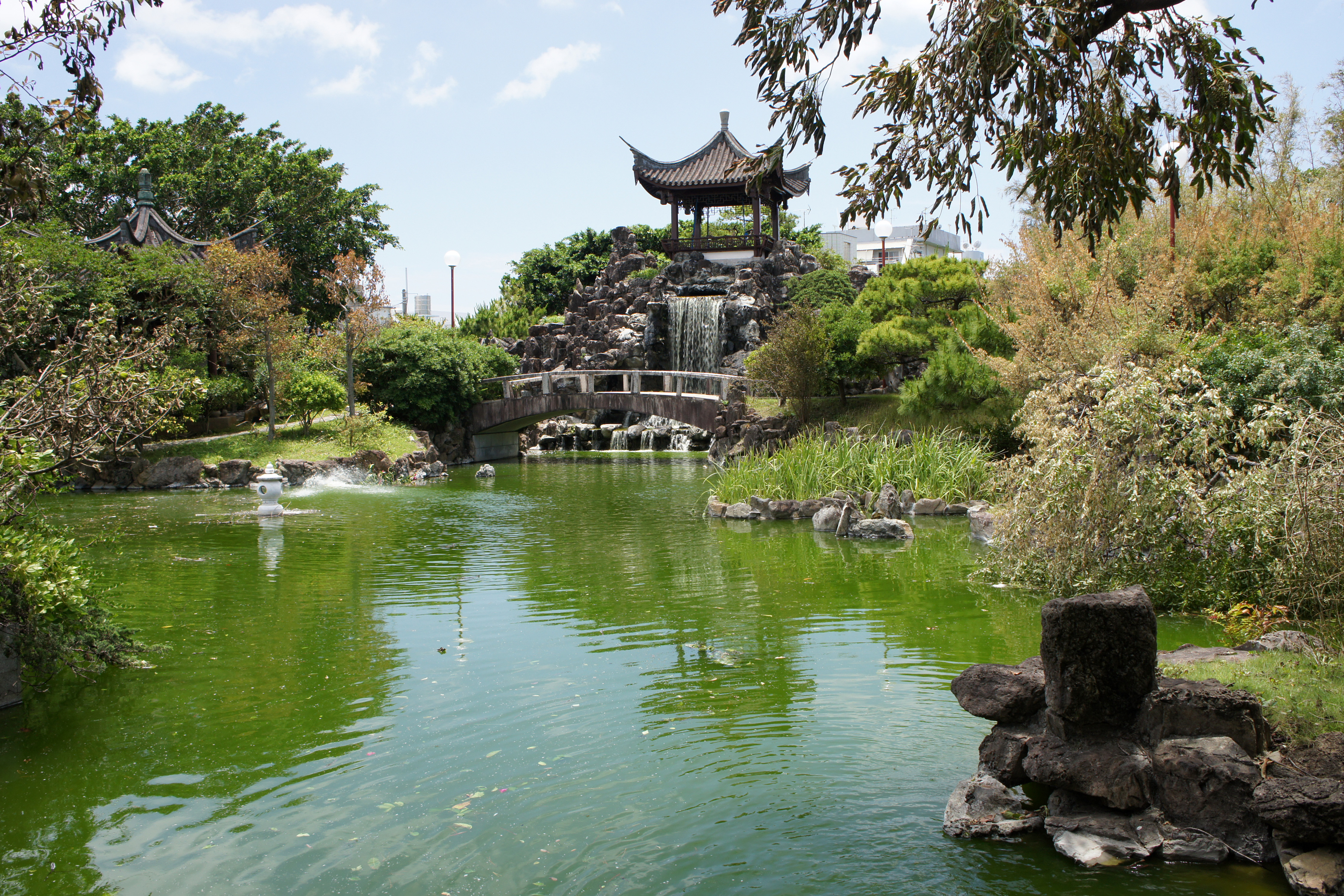
후쿠슈엔

후쿠슈엔(福州園)은 일본 오키나와현 나하시 구메에 있는 중국식 정원이다. 나하시의 시제 70주년 및 푸저우시와의 우호도시 체결 10주년의 기념사업으로 건설되어 1992년 9월에 개원하였다.